# Theodora (Konstantin VII:s dotter)
Theodora Porphyrogenita av Bysans, född 946, död okänt år, var en bysantinsk kejsarinna, gift med kejsar Johannes I Tzimiskes. Hon var dotter till kejsar Konstantin VII av Bysans och Helena Lekapene.
Vid hennes brors trontillträde år 959 övertalade hennes svägerska Teofano brodern att spärra in Theodora och hennes fyra systrar Zoe, Agatha, Teofano och Anna i kloster. De fördes då till klostret Kanikleion. 
År 963 avled hennes bror, och svägerskan Teofano gifte om sig med Nikeforos II, som hon i sin tur mördade tillsammans med Johannes I Tzimiskes 969. När Tzimiskes kom till makten förvisade han Teofano, men han saknade då all förbindelse med kejsardynastin både genom blod och giftermål. Han befriade därför Theodora från klostret och gifte sig med henne i november 971. Paret fick dottern Theophano Kourkouas. 
Thedoras dödsår är okänt. 